# Scabrostomus sepultus
Scabrostomus sepultus är en skalbaggsart som beskrevs av Cartwright 1944. Scabrostomus sepultus ingår i släktet Scabrostomus och familjen Aphodiidae. Inga underarter finns listade i Catalogue of Life.